# Radioåret 1926

## Händelser

### Januari
- 1 januari – 2RN, den första radiostationen i Irländska fristaten, börjar sända.[1]

### November
- 15 november - I USA startar mediebolaget NBC sina radiosändningar.

### Okänt datum
- Under året startas sju privata rundradiostationer i Sverige. Tidigare fanns femton.
- Deutsche Welle börjar sända skolradio.

## Radioprogram

### Sveriges Radio
- Gudstjänsten

## Födda
- 9 mars - Uno ”Myggan” Ericson, programledare för Från scen och cabaret, 1974-1994, och I Myggans vänkrets, 1979-1987.
- 26 april - Bo Ancker

### Fotnoter
1. ↑  RTÉ Libraries and Archives: History of RTÉ